# Angelo Rasori
Angelo Rasori (Parma, 1702 – Parma, post. 1783) è stato un architetto e scultore italiano.
Fu allievo del Petitot e si ispirò dapprima all'arte del maestro, ma gradatamente si orientò verso gli stili architettonici neoclassici.
Per conto dei Sanvitale ristrutturò la facciata del Palazzo Sanvitale, aggiungendovi anche alcune nuove fabbriche, tra cui lo scalone d'onore (1770-1787). Sempre a Parma realizzò il Palazzo Soragna per volere dei principi Meli Lupi e la facciata della chiesa delle Cinque Piaghe.